# Вигернес, Ингрид
Ингрид Вигернес (норв. Ingrid Wigernæs; 22 февраля 1928, Хемседал, Бускеруд — 2 декабря 2023, Хемседал, Викен) — норвежская лыжница, призёрка чемпионата мира.
На Олимпийских играх 1956 года в Кортина-д’Ампеццо стала 27-й в гонке на 10 км.
На Олимпийских играх 1964 года в Иннсбруке была самой возрастной лыжницей и заняла 15-е место в гонке на 5 км и 12-е место в гонке на 10 км.
На чемпионате мира-1966 в Осло завоевала серебряную медаль в эстафетной гонке.